# Guipel
Guipel is een gemeente in het Franse departement Ille-et-Vilaine (regio Bretagne). De plaats maakt deel uit van het arrondissement Rennes. Guipel telde op 1 januari 2022 1.735 inwoners.

## Geografie
De oppervlakte van Guipel bedroeg op 1 januari 2022 25,11 vierkante kilometer; de bevolkingsdichtheid was toen 69,1 inwoners per km².

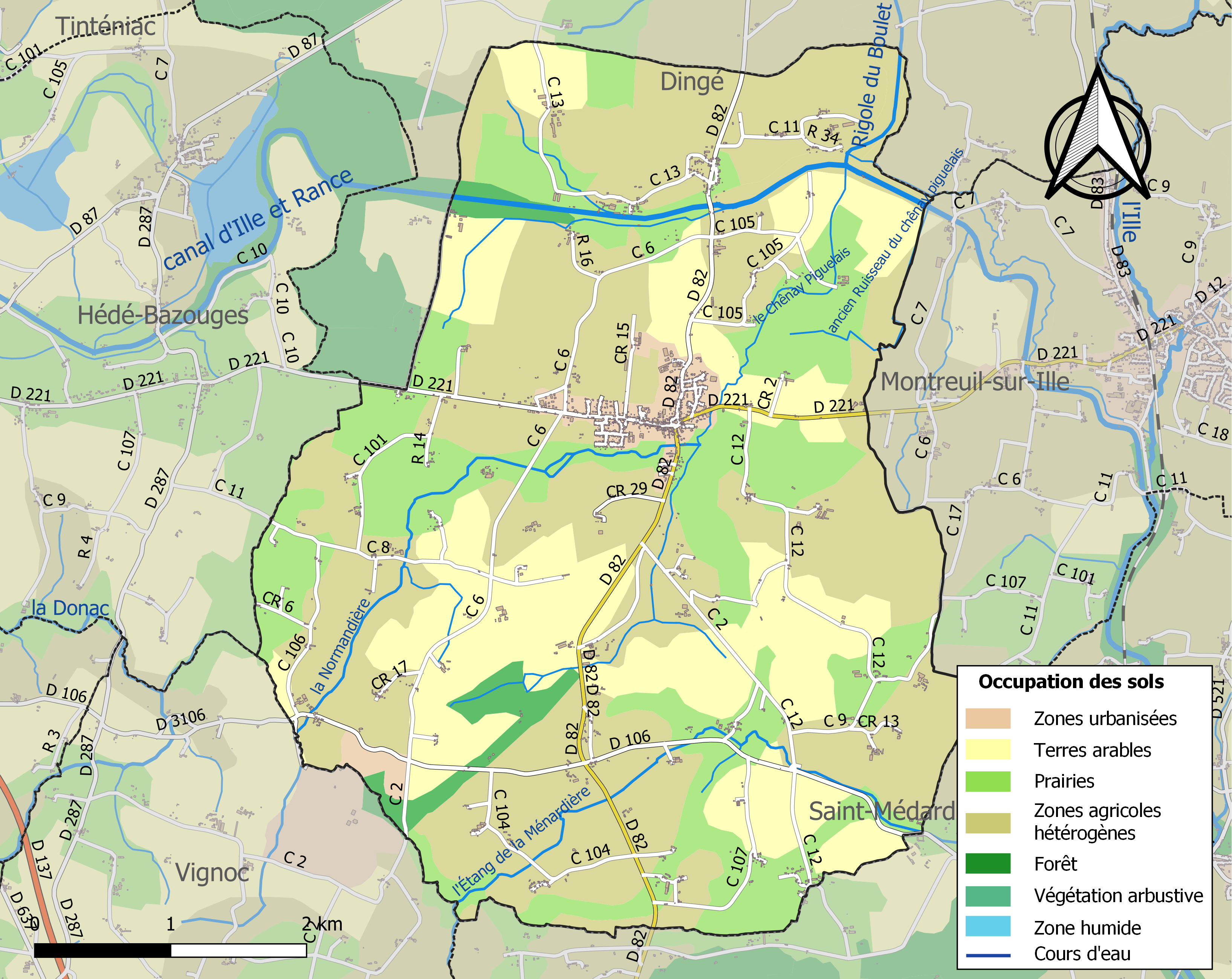
Kaart van de gemeente met belangrijkste infrastructuur, bodemgebruik en omliggende gemeenten

## Demografie
Onderstaande figuur toont het verloop van het inwonertal (bron: INSEE-tellingen).